# Actionnaire de référence
Un actionnaire de référence est un actionnaire qui, sans être forcément majoritaire, détient un pourcentage important des droits de vote. Il a donc une influence significative dans les décisions de l'entreprise, et la majorité peut se construire autour de lui. Par exemple, l'actionnaire de référence de la société EDF est l'État français.

## Un concept français à l'origine
En 1992,une agence de notation décrit la notion comme une exception française, définie par la loi bancaire.

## Une responsabilité élargie
En conséquence de ce pouvoir, l'actionnaire de référence peut être appelé en responsabilité, notamment en cas de comblement de passif. Par exemple la loi N°84-46 DU 24 janvier 1984 MODIFIÉE (article 52), et modifiée par la loi du 2 juillet 1996, permet à la Banque de France de demander aux actionnaires d'un établissement de crédit de soutenir celui-ci ,. Pour un actionnaire de référence cette disposition entraîne une dissymétrie entre la part des bénéfices auxquels il peut avoir droit, et le risque en cas de perte supérieure aux fonds propres. Aussi certaines sociétés préfèrent éviter une telle position.